# Niazepetrovsk
Niazepetrovsk (en russe : Нязепетровск) est une ville de l'oblast de Tcheliabinsk, en Russie, et le centre administratif du raïon de Niazepetrovsk. Sa population s'élevait à 12 153 habitants en 2013.

## Géographie
Niazepetrovsk est arrosée par la rivière Niazia, un affluent de la rivière Oufa, et se trouve à 107 km au sud-ouest de Iekaterinbourg, à 151 km au nord-ouest de Tcheliabinsk et à 1 367 km à l'est de Moscou.

## Histoire
Niazepetrovsk est née en 1747 dans le cadre de l'établissement des forges Niazepetrovski Zavod par le marchand Piotr Ossokine (forges nommées d'après les noms de la rivière et du propriétaire). La localité accéda au statut de commune urbaine le 1er janvier 1932 puis à celui de ville le 27 juin 1944.

## Population
Recensements (*) ou estimations de la population
| 1926* | 1939*  | 1959*  | 1970*  | 1979*  |
| ----- | ------ | ------ | ------ | ------ |
| 9 865 | 13 013 | 22 497 | 18 584 | 17 736 |

| 1989*  | 2002*  | 2010*  | 2012   | 2013   |
| ------ | ------ | ------ | ------ | ------ |
| 17 133 | 13 405 | 12 451 | 12 305 | 12 153 |

## Économie
L'économie de Niazepetrovsk repose sur une usine de constructions mécaniques et le travail du bois.